# Guzmania melinonis
Guzmania melinonis är en gräsväxtart som beskrevs av Eduard August von Regel. Guzmania melinonis ingår i släktet Guzmania och familjen Bromeliaceae. Inga underarter finns listade i Catalogue of Life.